# 강영중
강영중(姜榮中, 1949년 7월 27일 ~ )은 대한민국의 제39대 대한체육회 회장, 제10대 국민생활체육회 회장, 대교그룹 회장이다.

## 학력
- 서라벌고등학교 졸업
- ~ 1972 건국대학교 농화학과 학사 졸업
- ~ 1987 연세대학교 교육대학원 교육행정학과 석사 졸업

### 비학위 수료
- ~ 2000 건국대학교 경영학 명예박사 수료
- ~ 2004 한국체육대학교 체육학 명예박사 수료

## 경력
- 1975.01 한국공문수학연구회 창립
- 1986.12 대교 설립
- 1992 ~ 2014.09 대교문화재단 이사장
- 1996 ~ 대교그룹 회장
- 2003 ~ 2009.01 대한배드민턴협회 회장
- 2003.08 ~ 2005.07 아시아배드민턴연맹 회장
- 2005.05 ~ 2013.06 세계배드민턴연맹 회장
- 2008.03 ~ 2012.03 한국스카우트연맹 회장
- 2014.06 ~ 세계배드민턴연맹 종신명예부회장
- 2014.10 ~ 대교문화재단 명예이사장
- 2015.03 ~ 2016.03 제10대 국민생활체육회 회장
- 2016.03 ~ 2016.10 제39대 대한체육회 회장

## 수상 경력
- 2004 문화훈장 옥관장
- 2005 한국능률협회 한국의 경영자상
- 2010 올해의 21세기 경영인 수상
- 2012 일본보이스카우트연맹 키지장
- 2012 제24회 세계스카우트 아시아태평양지역총회 공로상

## 가족
- 동생 강학중 : 한국사이버대학교 부총장